# Christian Zwiener
Christian Zwiener (* 1962 in Lauingen (Donau)) ist ein deutscher Umweltchemiker und Professor für umweltanalytische Chemie an der Eberhard Karls Universität Tübingen.

## Werdegang
Sein Chemiestudium schloss Christian Zwiener 1989 an der Universität Ulm ab und promovierte anschließend 1995 an der Technischen Universität München. Von 1995 bis 2009 war er am Engler-Bunte-Institut, Lehrstuhl für Wasserchemie am Karlsruher Institut für Technologie tätig. Im Jahr 2000 war er als Postdoktorand an der University of North Carolina at Chapel Hill in den USA tätig. Seit 2009 ist er Professor (W3) für umweltanalytische Chemie an der Universität Tübingen.
An der Universität Tübingen leitet Zwiener die Arbeitsgruppe für Umweltanalytik am Zentrum für Angewandte Geowissenschaften. Seine Forschungsschwerpunkte liegen im Bereich der Umweltanalytik, insbesondere der Analyse von organischen Spurenstoffen.
Seine Publikationen wurden über 7000-mal zitiert und er hat einen h-Index von 42 (Stand 2024).

## Werke (Auswahl)
- C. Zwiener, F. H. Frimmel: Oxidative treatment of pharmaceuticals in water. In: Water Research. Band 34, Nr. 6, 2000, S. 1881–1885, doi:10.1016/S0043-1354(99)00338-3.
- C. Zwiener, S. Seeger, T. Glauner, F. Frimmel: Metabolites from the biodegradation of pharmaceutical residues of ibuprofen in biofilm reactors and batch experiments. In: Analytical and Bioanalytical Chemistry. Band 372, Nr. 4, 2002, S. 569–575, doi:10.1007/s00216-001-1210-x.
- C. Zwiener, F. H. Frimmel: Short-term tests with a pilot sewage plant and biofilm reactors for the biological degradation of the pharmaceutical compounds clofibric acid, ibuprofen, and diclofenac. In: Science of The Total Environment. Band 309, Nr. 1, 2003, S. 201–211, doi:10.1016/S0048-9697(03)00002-0.
- Christian Zwiener, Susan D. Richardson, David M. De Marini, Tamara Grummt, Thomas Glauner, Fritz H. Frimmel: Drowning in Disinfection Byproducts? Assessing Swimming Pool Water. In: Environmental Science & Technology. Band 41, Nr. 2, 2007, S. 363–372, doi:10.1021/es062367v.